# Marquesado de Alhendín de la Vega de Granada

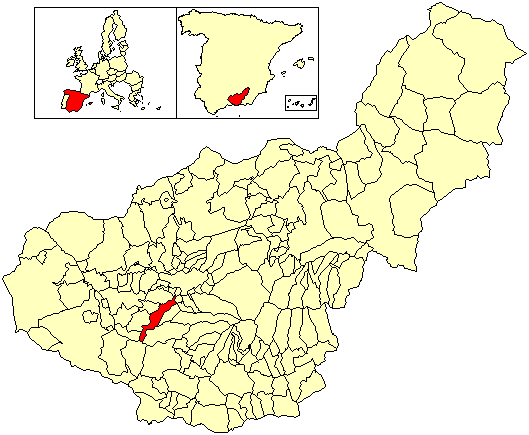
Situación de Alhendín, Granada,España.

El Marquesado de Alhendín de la Vega de Granada, es un título nobiliario español, creado por el rey Felipe V, el 11 de abril de 1710, a favor de José Gregorio Altamirano y Chacón, quién era hijo de Jerónimo Altamirano y Céspedes III señor de Alhendín. Su denominación hace referencia a municipio de Alhendín en la Vega de Granada, provincia de Granada.

## Marqueses de Alhendín de la Vega de Granada

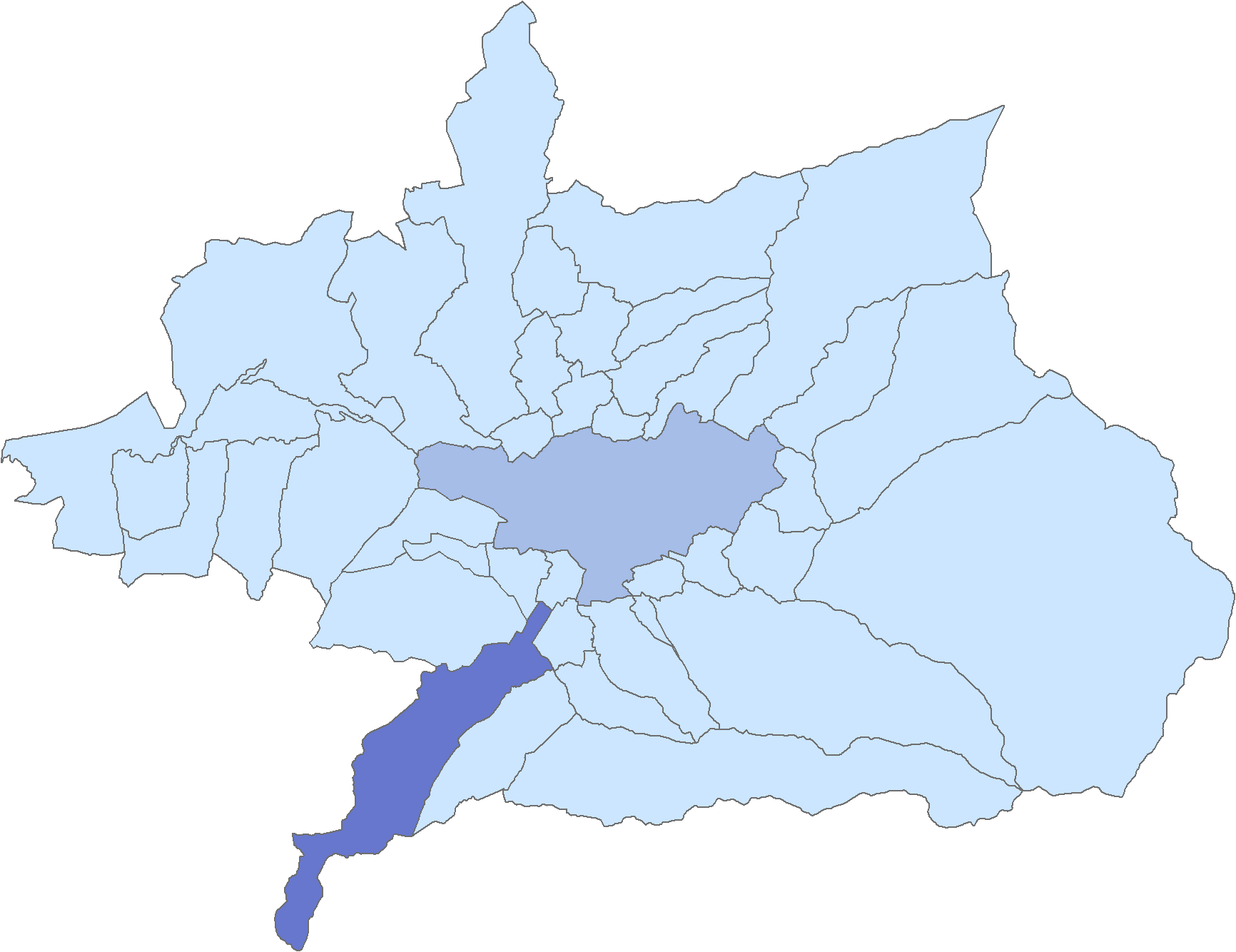
Situación de Alhendín, (en morado), respecto a la Vega de Granada. La ciudad de Granada, en morado claro.

|                       | Titular                                    | Periodo               |
| Creación por Felipe V | Creación por Felipe V                      | Creación por Felipe V |
| --------------------- | ------------------------------------------ | --------------------- |
| I                     | José Gregorio Altamirano y Carvajal        | 1710-                 |
| II                    | José María Altamirano y Recio-Chacón       |                       |
| III                   | Manuela Altamirano y Escobedo              |                       |
| IV                    | José María Recio-Chacón y Altamirano       | ¿ -1834               |
| V                     | Martín Recio-Chacón y Fernández de Córdoba | 1850-1878             |
| VI                    | José Recio-Chacón y Valdecañas             | 1878- ?               |
| VII                   | Martín Recio-Chacón y Valdecañas           |                       |
| VIII                  | Pedro Recio-Chacón y Valdecañas            | 1941- ?               |
| IX                    | Francisco Jiménez-Alfaro y Alaminos        | 1962-1973             |
| X                     | Francisco de Alaminos y Peralta            | 1979-1997             |
| XI                    | Daniel de Alaminos y de Ferrater           | 1997-act. titul.      |

## Historia de los marqueses de Alhendín de la Vega de Granada
- José Gregorio Altamirano y Carvajal, I marqués, era hijo de Jerónimo Altamirano y Céspedes III señor de Alhendín y de Catalina de Carvajal Vélez de Mendoza.

1. Casó con Juana Venegas y Fernández de Córdoba. De su hijo José Joaquín Altamirano y Venegas casado con Juana de Escobedo y Tapia tuvieron a su nieto José Altamirano y Escobedo que casó con Francisca Recio-Chacón y López Hogazón cuyo hijo José María Altamirano y Recio-Chacón fue el llamado a suceder en el marquesado.

- José María Altamirano y Recio-Chacón, II marqués de Alhedín de la Vega de Granada, era bisnieto del I marqués que casó con Vicenta Recio-Chacón y Valverde, sin descendientes heredó los derechos la hermana de su padre, o sea su tía carnal:

- Manuela Altamirano y Escobedo, III marquesa.

1. Casó con Martín José Recio-Chacón y López Hogazón I marqués de Campo de Aras. Le sucedió su hijo:

- José María Recio-Chacón y Altamirano, IV marqués, II marqués de Campo de Aras.

1. Casó con María del Carmen Fernández de Córdoba y Varona, hija de Pedro Fernández de Córdoba Heredia y Narváez, I conde de Prado Castellano y de Ramona Varona y Vargas. Le sucedió su hijo:

- Martín Recio-Chacón y Fernández de Córdoba, V marqués, III marqués de Campo de Aras.

1. Casó en primeras nupcias con María de la Soledad Valdecañas y Uclés, y en segundas nupcias con Rosa Valdecañas y Uclés. Le sucedió de su primer matrimonio, su hijo:

- José Recio-Chacón y Valdecañas, VI marqués, IV marqués de Campo de Aras. Le sucedió su hermano de padre:

- Martín Recio-Chacón y Valdecañas, VII marqués, V marqués de Campo de Aras, hijo del V marqués y de su segunda esposa. Casó con Magdalena Valdecañas y Solís. Le sucedió su hijo:

- Pedro Recio-Chacón y Valdecañas, VIII marqués, VI marqués de Campo de Aras. Sin descendientes. Le sucedió:

- Francisco Jiménez Alfaro y Alaminos, IX marqués.

1. Casó con Magdalena de Salas García de Zúñiga. Le sucedió:

- Francisco Alaminos y Peralta, X marqués, marqués de Villaytre.

1. Casó con María Teresa Ferrater y Ducay. Le sucedió su hijo:

- Daniel Alaminos y de Ferrater (N.1942), XI marqués. Está casado con Begoña Echarri y Carbonell.

ACTUAL MARQUÉS DE ALHENDÍN DE LA VEGA DE GRANADA